# Bettina Schöpf
Bettina Schöpf (ur. 1979 w Zams) – austriacka wspinaczka sportowa. Specjalizowała się w prowadzeniu oraz w boulderingu. Mistrzyni Europy we wspinaczce sportowej w konkurencji prowadzenia z Lecco z 2004 roku.

## Kariera sportowa
W 2004 na mistrzostwach Europy we włoskim Lecco wywalczyła złoty medal we wspinaczce sportowej w konkurencji prowadzenia.
Wielokrotna uczestniczka, prestiżowych, elitarnych zawodów wspinaczkowych Rock Master we włoskim Arco.

## Osiągnięcia

### Mistrzostwa świata
| Konkurencje | 2009 |
| Prowadzenie | 10   |

### Mistrzostwa Europy
| Konkurencje | 1996  | 1998 | 2000  | 2002 | 2004 | 2008  |
| Prowadzenie | 31-32 | 14   | 23-24 | 8    | 1    | 16-17 |

### Rock Master
| Konkurencje | 1997 | 1998 | 2000  | 2001 | 2003 |
| Bouldering  | —    | —    | 11-16 | —    | —    |
| Prowadzenie | 11   | 9    | 10    | 9    | 8    |